# 高城町 (宮崎県)
高城町（たかじょうちょう）は、日本国宮崎県にあった町である。北諸県郡に属していた。
2006年1月1日、都城市ほか3町と新設合併して新たに都城市となり、普通地方公共団体（自治体）としては消滅した。2011年までは旧町域に都城市の地域自治区「高城町」が設置されており、2012年以降は都城市内の地名として残存している。

## 地理
都城盆地の北部に位置し、大淀川が北流する。

## 歴史
詳細は町公式ウェブサイト（アーカイブ）の「町史」を参照。
江戸時代は薩摩藩の外城「高城」（1784年以降は高城郷）として統治されていた。高城郷は後の町域となる1町6村に加え、飛地として東霧島村（つまぎりしま、高崎町を経て現在は都城市）を含めていた。

### 近現代
- 1889年5月1日 - 町村制施行に伴い高城町、穂満坊村、桜木村、大井手村、石山村、有水村、四家村の1町6村が合併し北諸県郡高城村が成立。
- 1934年2月11日 - 高城村が町制施行。高城町となる。
- 1949年5月1日 - 志和池村（現都城市）水流の一部を編入。
- 1983年3月25日 - 一部が都城市に編入。
- 2006年1月1日 - 都城市・山之口町・山田町・高崎町と合併（新設合併）して新たに都城市となる。旧高城町に地域自治区「高城町」を設置。
- 2012年1月1日 - 地域自治区「高城町」の設置期間が終了。

## 地域

### 地名
- 大字有水
- 大字石山
- 大字大井手
- 大字桜木
- 大字四家
- 高城町（2006年の合併後は高城に改称）
- 大字穂満坊

### 教育

#### 高等学校
- 宮崎県立高城高等学校

#### 中学校
- 高城町立高城中学校
- 高城町立有水中学校
- 高城町立石山中学校（1949年 高城中学校および有水中学校に統合）
- 高城町立四家中学校（2009年 有水中学校に統合）

#### 小学校
- 高城町立高城小学校
- 高城町立有水小学校
- 高城町立石山小学校
- 高城町立四家小学校（2010年 有水小学校に統合）
- 高城町立田辺小学校（1972年 有水小学校に統合）

## 交通
空港・鉄道路線なし。
- 最寄り空港は宮崎空港・鹿児島空港。
- 最寄り鉄道駅は山之口駅または都城駅。

### バス路線

#### 一般路線バス
- 高崎観光バス
  - 都城市 - 高城町

#### 高速バス
- 高城バスストップ
  - 特急：宮崎市 - 高城 - 都城市

### 道路
南北を国道10号がとおり、都城市街と宮崎市を結ぶ。前身は高岡筋（薩摩街道）。
町内を宮崎自動車道が通っており、都城市との境に都城インターチェンジが設けられている。

#### 主要地方道
- 宮崎県道46号高城山田線
- 宮崎県道47号三股高城線

## 名所・旧跡・観光スポット・祭事・催事

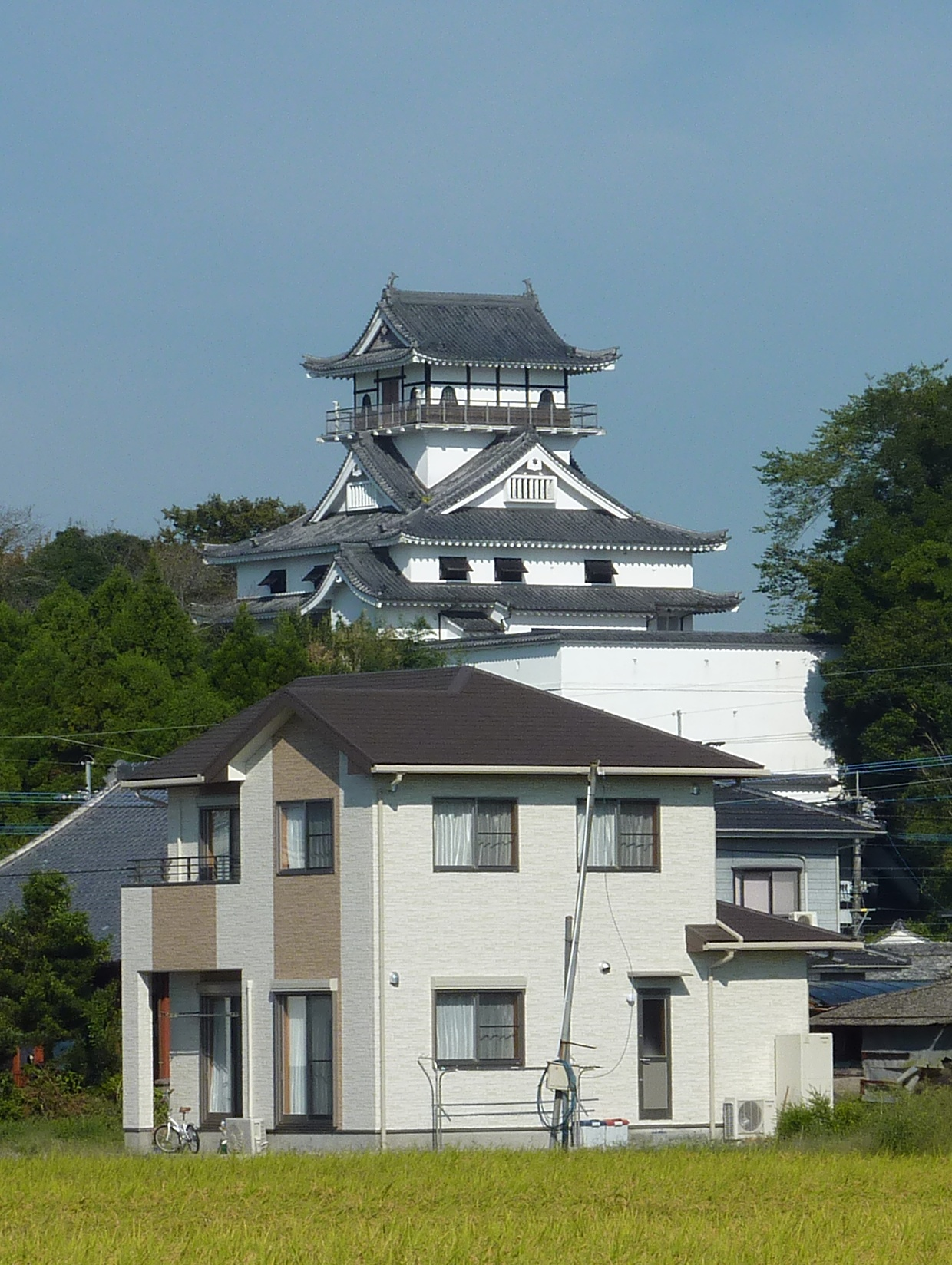
郷土資料館

- 高城町古墳群
- 観音池公園
- 観音さくらの里
- 月山日和城跡・郷土資料館
- 田辺かくれ念仏堂

## 出身有名人
- 池江泰郎（調教師）
- 首藤真吾（元テレビ宮崎アナウンサー、現：テレビ宮崎社員）
- 浜崎奈津子（シンガーソングライター）
- 重信優(ローカルタレント、津軽三味線奏者(津軽三味線天地心弦流家元))
- 廣池康志郎（プロ野球選手）